# Hans Zenker

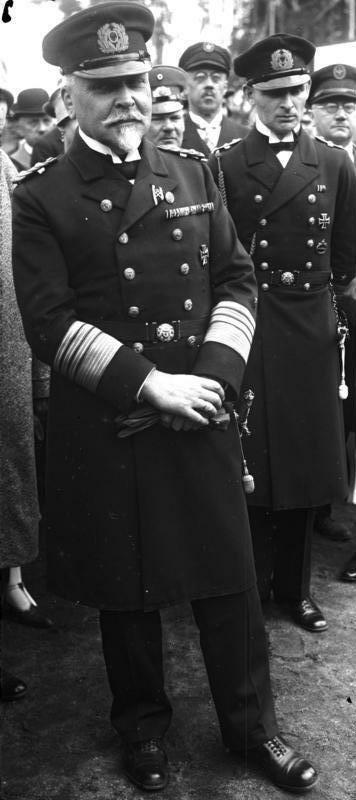
Hans Zenker, 1928

Hans Paul Volkmar Zenker (* 10. August 1870 in Bielitz; † 18. August 1932 in Osterode am Harz) war ein deutscher Admiral sowie von 1924 bis 1928 Chef der Marineleitung im Reichswehrministerium.

## Leben und berufliche Entwicklung
Hans Zenker wurde als Sohn des Mathematik- und Physiklehrers Dr. Carl Zenker und dessen Ehefrau Emilie in Österreichisch-Schlesien geboren. Nach dem Besuch der Volksschule und des Wilhelm-Ernst-Gymnasiums in Weimar legte er dort im März 1889 sein Abitur ab. Anschließend trat er am 13. April 1889 in die Kaiserliche Marine ein und diente in verschiedenen Dienststellen der Marine. Dazu gehörten von 1896 bis 1898 ein Auslandseinsatz als Wachoffizier der Arcona als Teil der ostasiatischen Kreuzerdivision unter dem Kommando von Konteradmiral Otto von Diederichs. Gemeinsam mit der Irene war die Arcona 1897 an der Besetzung der Bucht von Kiautschou und der Eroberung des dort unterhaltenen Forts beteiligt. Im Folgejahr wurde er als Erster Offizier und zeitweilig als Kommandant auf den Torpedobooten D 6 und D 10 eingesetzt. Auf diesem Weg kam er zu der im Aufbau befindlichen Torpedoflottille. Von 1899 bis 1902 besuchte er die Marineakademie. Mit dieser Qualifikation für den Admiralstab erfolgte ab 1904 seine Verwendung im Allgemeinen Marinedepartement des Reichsmarineamtes in Berlin als militärischer Dezernent für artilleristische Angelegenheiten. In der Folgezeit ab 1907 war er als Kommandant mehrerer Kriegsschiffe, darunter Torpedoboote, die Kleinen Kreuzer Lübeck (1911) und Cöln (1912/13) eingesetzt. Dabei sammelte er umfassende strategische und taktische Erfahrungen. Seine Beförderung zum Fregattenkapitän erfolgte 1911. Am 1. Oktober 1913 wurde Zenker als Abteilungschef für den Aufgabenbereich Taktik und Kriegführung im Admiralstab der Marine nach Berlin versetzt und im gleichen Jahr am 27. Januar 1913 zum Kapitän zur See befördert.

## Erster Weltkrieg und seine Folgen
Zum Zeitpunkt des Beginns des Ersten Weltkrieges war Hans Zenker sehr offensiv eingestellt und setzte sich mehrfach für eine die Seeschlacht suchende Kriegsführung der Marine ein. Dies stand im Widerspruch zur Auffassung anderer Seeoffiziere im Admiralstab, und so wurde er wieder zur Hochseeflotte versetzt, wo er im Februar 1916 das Kommando über den Schlachtkreuzer Von der Tann übernahm, mit dem er am 31. Mai 1916 an der Skagerrakschlacht teilnahm und dabei den britischen Schlachtkreuzer Indefatigable versenkte. Von dort zurückgekehrt wurde Zenker 1917 Abteilungschef im Admiralstab und 1918 Befehlshaber der Sicherung der Nordsee, eine Position, die er bis zum Ende des Ersten Weltkriegs beibehielt, worauf er Inspekteur der Marineartillerie wurde. Hier ergab sich weiteres Konfliktpotential durch die Haltung des Chefs der Marineleitung Adolf von Trotha während des Kapp-Putsches 1920, worauf Zenker, ab 21. Januar 1920 Konteradmiral und ab 1. Januar 1921 Vizeadmiral, am 9. August 1921 sein Abschiedsgesuch einreichte. Admiral Paul Behncke, der Nachfolger von Trotha als Chef der Marineleitung, konnte ihn jedoch zur Rücknahme des Gesuches bewegen. So blieb Zenker noch bis Herbst 1923 Chef der Marinestation der Nordsee. Aus dieser Position wechselte er Ende 1923 in den Führungsbereich als Oberbefehlshaber der Seestreitkräfte.

## Chef der Marineleitung

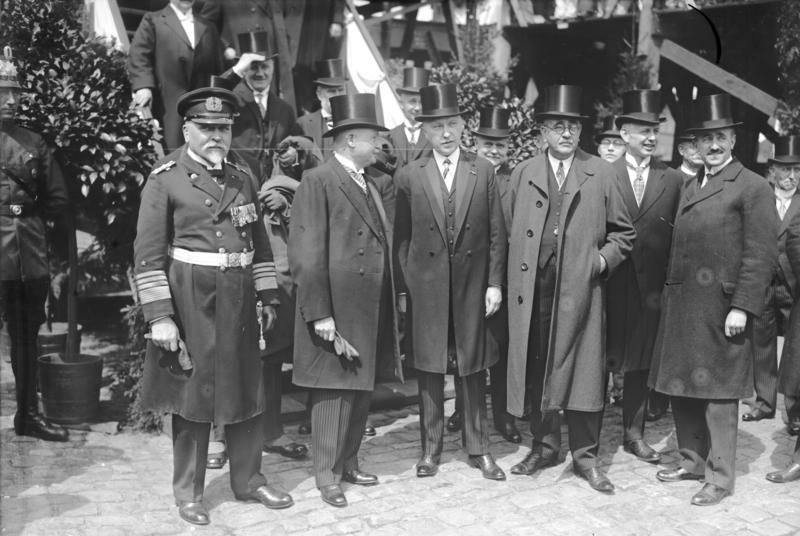
Zenker (links) beim Stapellauf des Leichten Kreuzers Köln 1928 in Anwesenheit von Wilhelm Groener (2.v.l.), Konrad Adenauer (Mitte) und Gustav Noske (3.v.r.)

Am 1. Oktober 1924 wurde Hans Zenker unter gleichzeitiger Beförderung zum Admiral Chef der Marineleitung in der Weimarer Republik und löste damit Admiral Paul Behncke ab. Seine Amtszeit war gekennzeichnet vom Bemühen um eine Konsolidierung der Reichsmarine nach den Wirren der Revolutionszeit und den Einschränkungen, die Deutschland durch den Versailler Vertrag auferlegt waren. Während dieser Zeit wurden wieder größere Schiffe neu gebaut, beispielsweise aus der Königsberg-Klasse, Torpedoboote der Typen 1923 und 1924. Internationale Kooperationen auf dem Gebiet der Marineausrüstungen wurden insbesondere mit Argentinien, Finnland, Japan, den Niederlanden, der Sowjetunion, Spanien, der Türkei aufgenommen und in seiner Zeit weiter ausgebaut. 1925 wurde durch Vermittlung von Wilhelm Canaris der Vertrag zwischen dem Marineamt und dem spanischen Unternehmer Horacio Echevarrieta (1870–1963) zum Bau von Torpedos in Spanien für deutsche Torpedoschiffe abgeschlossen. Am 23. Mai 1928 nahm er an der Seite des neuen Reichswehrministers Wilhelm Groener und des Oberbürgermeisters der Stadt Köln Konrad Adenauer am Stapellauf des Kreuzers Köln auf der Werft in Wilhelmshaven teil. Nach zähen Verhandlungen unterzeichnete Zenker 1928 mit dem Ministerialdirektor Paul Presse, zugleich Vorstandsmitglied der Schiffbau-Technischen Gesellschaft, die Bestätigungsunterlagen zum Bau neuer Kriegsschiffstypen mit einer Geschwindigkeit von 26 Knoten. Das war der entscheidende Schritt in Richtung des Panzerschiffes A, verbunden mit einer breiten politischen Diskussion über die Notwendigkeit von Panzerschiffen. Am 19. Mai 1931 erfolgte der Stapellauf des ersten Panzerschiffes A auf der Kieler Werft, getauft auf den Namen Deutschland.
Neben den offiziellen Aufrüstungs- und Beschaffungsprogrammen wurden umfangreiche geheime Rüstungsprojekte der deutschen Marine fortgesetzt, die bereits unter seinem Vorgänger Admiral Paul Behncke und dem Abteilungsleiter der Seetransportabteilung im Marineamt Kapitän zur See Walter Lohmann begonnen worden waren. Unter Hans Zenker wurden diese Projekte intensiviert und auf weitere Länder ausgedehnt, wobei Verletzungen der Bestimmungen des Versailler Vertrages von 1919 billigend in Kauf genommen wurden. Diese Projekte unterlagen der besonderen Geheimhaltung und wurden an den jeweiligen Projektstandorten durch Offiziere des Marinenachrichtendienstes gesondert abgesichert. Das betraf ab 1925 den für Deutschland verbotenen Bau von U-Booten auf niederländischen Werften und den in Japan organisierten Wissenstransfer deutscher Rüstungstechnologie sowie den Bau von U-Booten für Deutschland durch den früheren Marineattaché Deutschlands in Japan Wolfram von Knorr. Diese geheime Kooperation wurde 1924 durch den Besuch von Korvettenkapitän Wilhelm Canaris auf der Werft in Osaka auf eine neue Stufe gehoben. Es betraf auch das abgedeckte Agieren des als Marineberater in Argentinien und Finnland tätigen Korvettenkapitän a. D. Karl Bartenbach zum geheimen Bau von U-Booten für Deutschland, mit deutschem Wissen auf den Werften beider Länder.
Auch in Spanien waren ähnliche Geheimprojekte platziert. Als 1926 auch hier die geheime Rüstungsproduktion für Deutschland weiter forciert werden sollte, hatte Hans Zenker entsprechende Unterlagen zur Entscheidungsfindung den zuständigen Ministerbereichen und Kabinettsmitgliedern, mit Geheimhaltungsvermerk, zur Verfügung gestellt. Das als „Echevarrieta“-Projekt bezeichnete Rüstungsvorhaben betraf den Bau deutscher U-Boote auf der spanischen Werft in Cádiz, die Gründung einer Torpedofabrik in Spanien und die Produktion bzw. den Aufkauf von Feuerleiteinrichtungen für den Torpedoabschuss. Erste Schritte dazu waren schon im Vorjahr in Spanien eingeleitet worden. Nun ging es am 13. April 1926 in einer Ressortbesprechung im Reichsfinanzministerium um die Bewilligung eines Kredites in Höhe von 8 Millionen Goldpeseten. Zuvor hatte der Abteilungsleiter Walter Lohmann in einem Schreiben vom 29. März 1926 nochmals auf die Bedeutsamkeit dieses Projektes für die Marine hingewiesen. Zum anberaumten Termin lag eine gutachterliche Stellungnahme des Legationsrates im Auswärtigen Amt Dr. Nord mit Datum vom 6. April 1926 vor, und in der Besprechung am 13. April 1926 im Finanzministerium kritisierte der Staatssekretär Carl von Schubert die durch das Projekt angezielten Verletzungen des Versailler Vertrages. Ungeachtet dessen befürwortete Admiral Zenker das Rüstungsvorhaben. In der anschließenden Chefbesprechung am 1. Mai 1926 unter der Leitung Gustav Stresemanns mit ausgewählten Vertretern anderer Ressorts, zu denen auch Walter Lohmann und Wilhelm Canaris gehörten, wurde das Projekt „Echevarrieta“ abgelehnt.
Als dann 1927, angestoßen durch Artikel und weitere Veröffentlichungen mehrerer Journalisten, ein Teil der streng geheim gehaltenen illegalen Rüstungsgeschäfte an die Öffentlichkeit kamen, brach die Lohmann-Affäre, die weit bis ins Jahr 1928 Regierung, Parlament, die betroffenen Ministerien und auch die Bevölkerung beschäftigte, los. Da Walter Lohmann in diesem Zusammenhang vorrangig ein Unternehmen aus der Filmbranche, die Phöbus AG benutzt hatte, wurde diese Affäre auch als „Phöbus-Skandal“, so der Titel mehrere Veröffentlichungen, bezeichnet. In dessen Folge musste im Januar 1928 der Reichswehrminister Otto Geßler zurücktreten. Die Enthüllungen, die Tatzuordnungen bei seinem direkt unterstellten Abteilungsleiter Lohmann und die teils wissentliche Billigung durch Hans Zenker führten am 30. September 1928 zu seiner Entlassung als Chef der Marineleitung durch Geßlers Amtsnachfolger Wilhelm Groener. Nachfolger als Chef der Marineleitung wurde Vizeadmiral Erich Raeder. Die Abwicklung der gesamten Affäre dauerte bis 1929 und kostete 26 Millionen Reichsmark.

## Familie
Hans Zenker heiratete am 23. August 1906 in Berlin Frieda Mathilde „Hilde“ Thiele (* 1885; † 1979). Deren Sohn Karl-Adolf Zenker wurde 1907 in Schöneberg geboren und war von 1961 bis 1967 Inspekteur der Bundesmarine und ab 1962 Vizeadmiral.
Seine letzten Jahre verbrachte Hans Zenker in Osterode am Harz. Nach schwerer Krankheit starb er dort am 18. August 1932. Entsprechend seinem letzten Wunsch wurde die Urne mit seiner Asche von Bord des Leichten Kreuzers Köln im Gebiet der Skagerrakschlacht von 1916 durch seinen ältesten Sohn der See übergeben.